# Бритон (Мичиген)
Бритон (енгл. Britton) град је у америчкој савезној држави Мичиген.

## Демографија
По попису из 2010. године број становника је 586, што је 113 (-16,2%) становника мање него 2000. године.
| Група             | 2000.       | 2010.       |
| Белци             | 671 (96,0%) | 570 (97,3%) |
| Афроамериканци    | 5 (0,7%)    | 1 (0,2%)    |
| Азијати           | 1 (0,1%)    | 2 (0,3%)    |
| Хиспаноамериканци | 17 (2,4%)   | 11 (1,9%)   |
| Укупно            | 699         | 586         |